# The River Kwai March
The River Kwai March (La marcia del fiume Kwai) è una marcia composta da Malcolm Arnold nel 1957. È stata scritta come "contromarcia" orchestrale alla Colonel Bogey March ("marcia del colonnello Bogey"), che viene fischiata dai soldati che entrano nel campo di prigionia nel film Il ponte sul fiume Kwai e di nuovo verso la fine del film quando il ponte viene formalmente dedicato. La marcia di Arnold riappare (senza la "marcia del colonnello Bogey") più volte nel film e si ripete nel finale.
Le due marce sono state registrate insieme da Mitch Miller come "March from the River Kwai - Colonel Bogey". Per questo motivo, la "marcia del colonnello Bogey" è spesso erroneamente accreditata come "marcia del fiume Kwai".
La marcia di Arnold è stata pubblicata da Shapiro, Bernstein &amp; Co. in un arrangiamento per pianoforte di Robert C. Haring. Fa anche parte della suite da concerto orchestrale composta dalla colonna sonora del film Arnold di Christopher Palmer edita da Novello &amp; Co.